# Brunstrupig backsvala

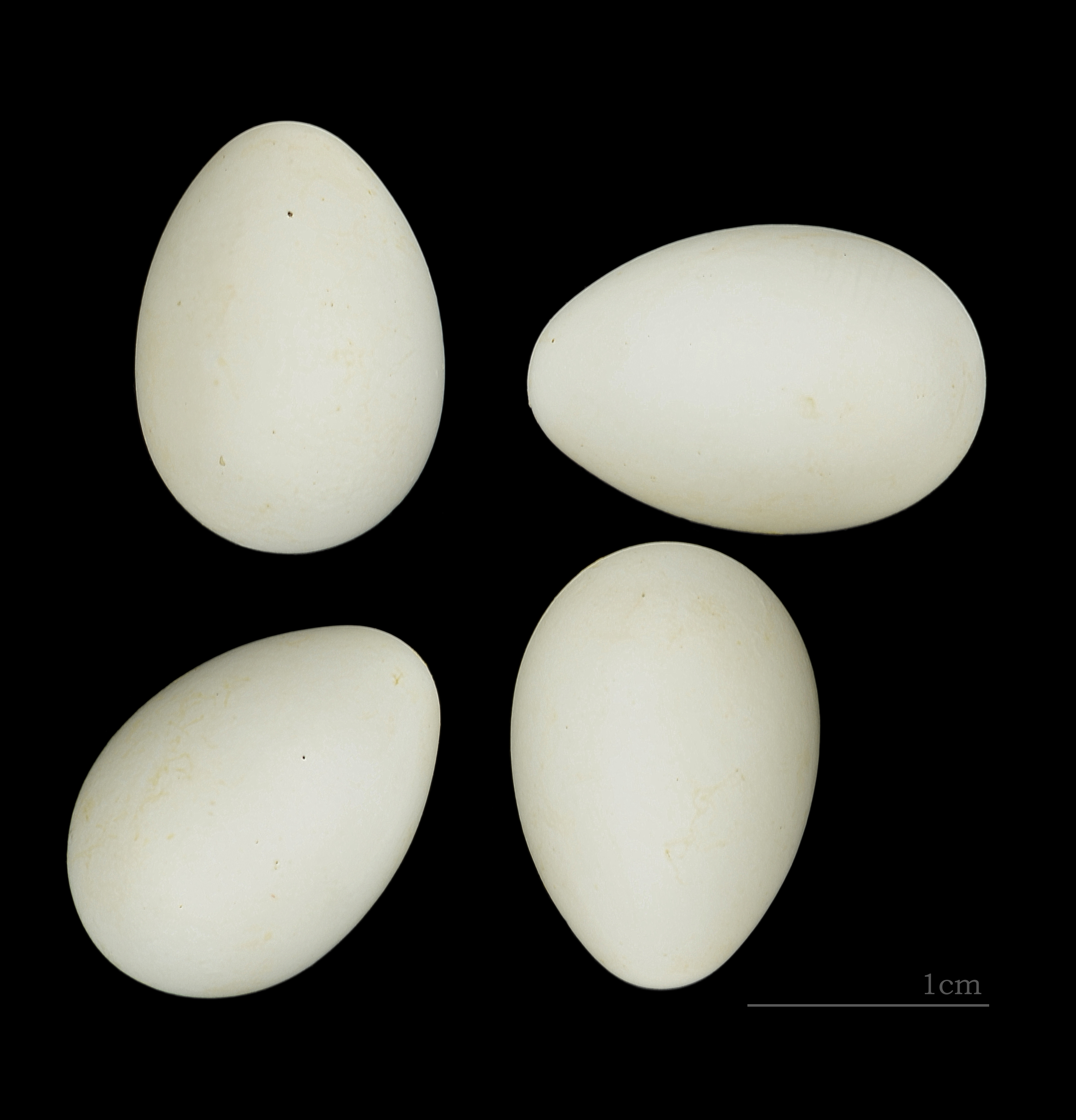
Riparia paludicola

Brunstrupig backsvala (Riparia paludicola) är en afrikansk tätting i familjen svalor.

## Utseende och läten
Brunstrupig backsvala är en mycket liten svala, med en kroppslängd på endast 10,5-11,5 centimeter. Den liknar backsvalan (Riparia riparia) med brunt ovan och ljust under, men saknar dennas bruna bröstband och har istället brunskuggad strupe. Den är vidare mer kompakt, med kortare vingar och mindre kluven stjärt. Flykten är lättare och mer fladdrig, medan lätena är ljusare och mjukare.
Orientbacksvala, tidigare behandlad som en underart (se nedan) är mycket lik, men har mindre näbb, något längre stjärt, blekare övergump samt avvikande läten.
Madagaskarbacksvalan har kortare vingar och att det bruna på undersidan inte är begränsat till bröstet, utan sträcker sig ner på magen. Lätena skiljer sig också avsevärt, inte minst genom ett nasalt, gnäggande läte. 

## Utbredning och systematik
Fågeln delas in i sex underarter med följande utbredning:
- Riparia paludicola mauritanica – förekommer i västra Marocko (Oued Oum R'bia och Oued Sous)
- Riparia paludicola minor – förekommer från Senegal och Gambia till Sudan och nordöstra Etiopien
- Riparia paludicola schoensis – förekommer i högländerna i Etiopien
- Riparia paludicola newtoni – förekommer i bergen i östra Nigeria och västra Kamerun (Bamenda)
- Riparia paludicola ducis – förekommer från östra Kongo-Kinshasa (Kivu) till Uganda, Kenya och centrala Tanzania
- Riparia paludicola paludicola – förekommer från Angola till Zambia, södra Tanzania och Sydafrika

Den har påträffats tillfälligt i Algeriet, Kap Verdeöarna och Frankrike. Fynd i Israel, Saudiarabien och Oman har bedömts röra sig om denna art eller den närbesläktade orientbacksvalan (R. chinensis) som tidigare ansågs som underart till paludicola.
Madagaskarbacksvala betraktades tidigare som underart till brunstrupig backsvala. Den urskiljs dock sedan 2016 som egen art av Birdlife International och IUCN, sedan 2023 även av eBird/Clements och IOC. Även orientbacksvalan har inkluderats i brunstrupig backsvala.

## Levnadssätt
Arten häckar i kolonier i sandbrinkar på liknande sätt som backsvalan, men vintertid och är dessutom stationär, inte flyttfågel.

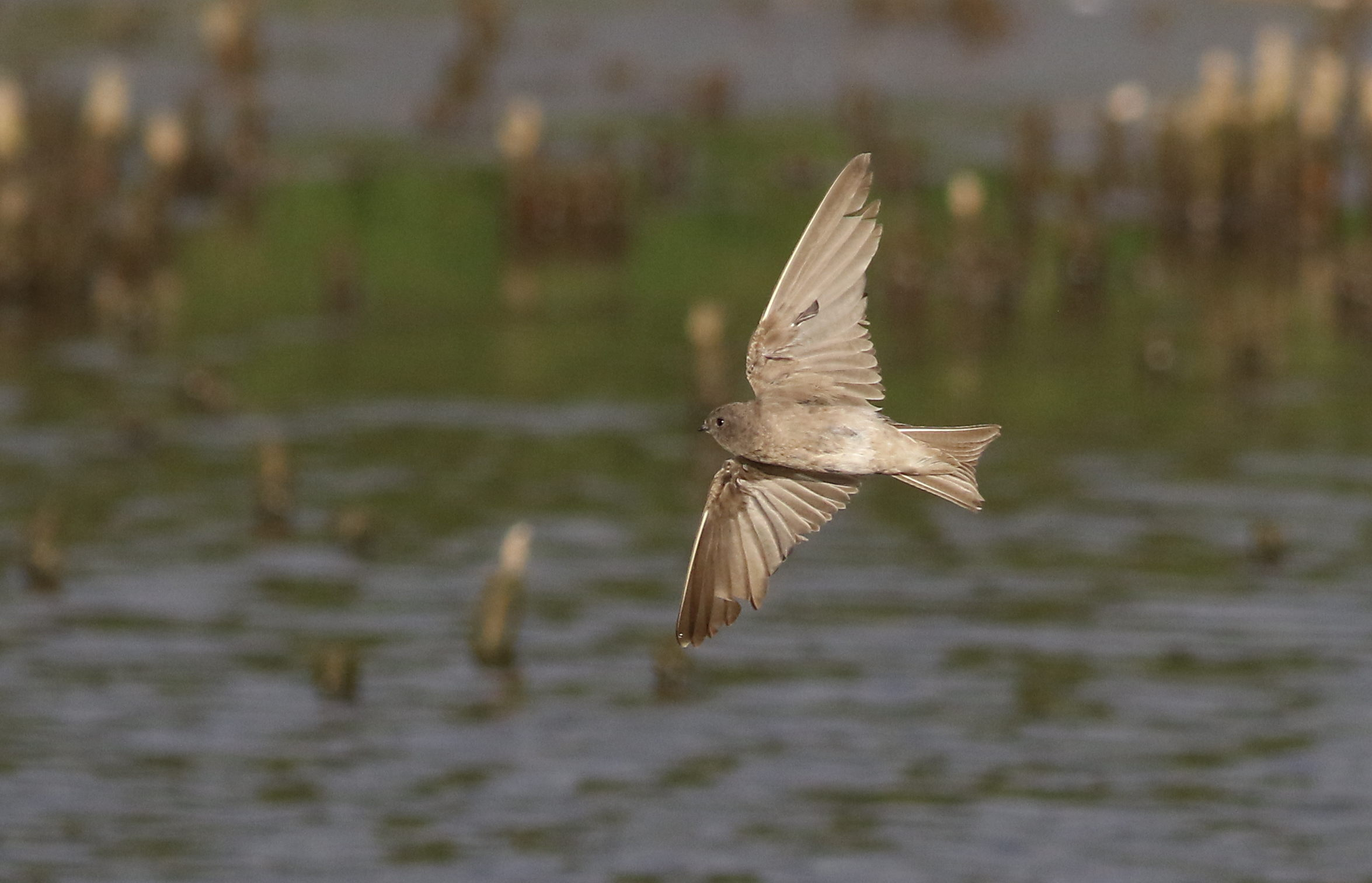

## Status och hot
Arten har ett stort utbredningsområde, men tros minska i antal till följd av förstörelse av våtmarker, dock inte tillräckligt kraftigt för att den ska betraktas som hotad. Internationella naturvårdsunionen IUCN listar arten som livskraftig (LC). Världspopulationen har inte uppskattats men den beskrivs som vanlig i vissa områden som Marocko och södra Afrika och mycket vanlig i Östafrika.